# Маредид ап Оуайн
Маредид ап Оуайн (валл. Maredudd ab Owain; умер в 999) — представитель Диневурской династии, завоеватель и правитель Гвинеда и король Поуиса с 986 года, правитель Дехейбарта с 986 (или 988) года. 

## Биография
Маредид был сыном короля Дехейбарта Оуайна ап Хивела, сына короля Хивела Доброго и Ангарад, дочери короля Поуиса Лливелина ап Мервина. Когда отец стал слишком стар, Маредид взял командование войсками на себя и в 986 году захватил королевство Гвинед (включая острова Мон и Мейрионидд), убив гвинедского короля Кадваллона III из династии Аберфрау (согласно «Хронике принцев» это произошло в 985 году, согласно же «Гвентианской хронике» вместе с Кадваллоном был убит и его брат Мейриг). 

Уэльс под властью Маредида ап Оуайна, 986—999 годы
Территории подвластные Маредиду
Гвент и Морганнуга (Гливисинг)

Когда в 986 (987 или 988) году Оуайн ап Хивел умер, Маредид смог унаследовал также титул «правитель Дехейбарта». Согласно «Гвентианской хронике», после смерти своего старшего брата Эйниона в 982 году Маредид уже был фактическим правителем королевства Дехейбарт при престарелом отце (или в 983 году по «Хронике принцев», или в 984 году по «Анналам Камбрии»). Как считают некоторые исследователи, в частности Даррелл Уолкотт, до 987 года Маредид правил совместно со своим младшим братом Лливархом, пока последний не был ослеплён (по «Хронике принцев» это произошло в 986 году, по «Гвентианской хронике» это сделали датчане в 985 году). Таким образом, под контроль Маредида перешёл практически весь Уэльс (кроме Гвента и Морганнуга). Некоторые исследователи, в частности Даррелл Уолкотт, высказывают сомнения, что Маредид имел влияние в Поуисе и был правителем Брихейниога. Однако историк Кэри Монд предположила, что королевство Брихейниог в то время могло быть под властью и управлением Дехейбарта.
Правление Маредида отмечено частыми набегами викингов. Известно, что Маредид выкупал своих подданных из норманнского плена по цене 1 пенни за человека. Так, в 987 году Годфрид Харальдссон (дат. Goðfriðr Haraldsson, валл. Godfrey Haroldson) со своими чёрными язычниками (валл. kenhedloedd duon) напал на Англси и в битве при Маннан убил тысячу человек, захватив около двух тысяч пленными, и Маредид будто бы заплатил огромный выкуп за свободу заложников. Уолкотт считает, что Маредид был обвинён сыновьями Мейрига ап Идвела в неспособности защитить своих подданных, и был вынужден заплатить, опасаясь восстания в Гвинеде.
В 991 году в битве при Корс Эйнион (Гоуэр) был убит сын Маредида, Кадваллон. В том же году племянник Маредида, Эдвин ап Эйнион, при поддержке саксонского принца Адельфа разорил владения Мередида в Кередигионе, Диведе, Меневии, Гоуэре и Кидвели. Согласно «Хронике принцев», в 993 году в битве при Лангуме (англ. Llangwm) между Маредидом и сыновьями Мейрига ап Идвела был убит Теудур ап Эйнион, ещё один племянник Маредида. По другим источникам, это сражение произошло в 994 году, Маредид потерпел поражение и его влияние в Гвинеде ослабло.
Согласно «Гвентианской хронике», в 994 году Айдан ап Блегиврид и Ител Гламорганский, заключив союз, начали войну с целью захвата владений Маредида ап Оуайна. Согласно этому же источнику, около 1000 года Айдан ап Блегиурид снова повёл армию в Кередигион и захватил часть владений Маредида в Дехейбарте.
Маредид ап Оуайн умер в 999 году. После его смерти на троне Гвинеда вновь закрепились потомки Идвала Лысого, преемником Маредида стал Кинан ап Хивел. В «Хронике принцев» Маредид описан как «самый знаменитый король бриттов» (валл. brenin mwyaf clodfawr y Brutaniaid), но годом смерти указан 998 год. Согласно «Гвентианской хронике», Маредид умер в 994 году.

### Семья
О жене Маредида ничего не известно, однако Уолкотт предполагает, что она могла быть дочерью (или внучкой) Элиседа из династии Аберфрау, потомка Родри Великого, правителей Гвинеда. Сестра жены Маредида — Прауст верх Элисед была женой Сейсилла ап Эдновена и матерью Лливелина, будущего мужа дочери Маредида. Такое родство объясняет претензии Маредида на трон Гвинеда и будущую свадьбу Ангарад и Лливелина: после смерти мужа вдова Маредида вместе с дочерью могли укрываться в доме сестры.
Считается, что у Маредида было двое детей. Старший Кадваллон (валл. Cadwallon) погиб в одной из битв в 991 году. Дочь Ангарад (валл. Angharad, Yngharad) в 994 году (в возрасте 14 лет) стала женой Лливелина ап Сейсилла, который в дальнейшем стал правителем Поуиса. После смерти мужа в 1023 году Ангарад вышла замуж во второй раз — за поуиского дворянина Кинвина ап Гверстана.
В рукописи C «Анналов Уэльса» упоминается правитель Диведа — Риан (валл. Rhain, Rein), называвший себя сыном Маредида. Согласно рукописи B, Риан Ирландец (др.-валл. Rein Yscot, валл. Reyn Scottus, англ. Rhain the Irishman) был разбит (и, возможно, убит) Лливелином ап Сейсиллом в битве при Абергвиле (Abergwili).

## Комментарии
1. ↑  В своё время дед Маредида, Хивел Добрый захватил власть в Гвинеде, где до этого правили представители династии Аберфрау (после смерти Идвала Лысого в 942 году Хивел узурпировал трон и изгнал сыновей Идвала). После смерти Хивела его земли были поделены между тремя его сыновьями: Родри, Эдвином и Оуайном, отцом Маредида. Но удержать под своей властью Гвинед они не смогли, проиграв сыновьям Идвала, Иаго и Иейаву, в битве при Карно[англ.] в 951 году[5].
2. ↑  Гвентианская версия «Хроники принцев» (валл. Gwentian Brut) или валлийская «Хроника королевства Гвент». Также Brut Aberpergwm или Хроника Карадога. Некоторые историки, в частности Томас Стивенс и Гриффит Джон Уильямс[валл.], считали, что «Гвентианская хроника» изобилует ошибками, догадками и несанкционированными дополнениями[7][8].
3. ↑  Эйнион ап Оуайн был наследным принцем Дехейбарта с 964 года и командовал его войсками, когда отец стал слишком стар.
4. ↑  Сторонники Иейава ап Идвала (вероятно Иейава, сына Идвала Лысого, хотя по другим хпрникам он на тот момент уже умер), ослеплённого и находившегося в плену у Маредида, наняли Годфрида Харальдссона для набега на Мон, где и был пленён Лливарх с двумя тысячами своих людей[9][13].
5. ↑  На 2016 год Даррелл Уолкотт являлся исследователем и президентом Центра по изучению древнего Уэльса.
6. ↑  По версии Пауэла[англ.] именно в этот набег был ослеплён младший брат Маредида Лливарх[14].
7. ↑  Элисед был либо братом Идвала Лысого, сыном Анарауда и внуком Родри Великого, либо сыном Идвала ап Родри.
8. ↑  Хотя корень scot указывает на принадлежность к шотландцам, Ллойд, перечисляя преемников Маредида, назвал Риана ирландским претендентом[31]. Историк Шейн Даффи идентифицировал Риана с Роэном мак Муйрхертайгом, королём Миде[32].
9. ↑  В «Хронике принцев» уточняется, что его тело не было найдено[33].